# Disillusion
「disillusion」（ディスィリュージョン）は、タイナカサチの1枚目のシングル。2006年2月22日にジェネオンエンタテインメントから発売された。

## 概要
テレビアニメ『Fate/stay night』前期オープニングテーマで、原作となっているPCゲーム版主題歌「THIS ILLUSION」のカバー曲として、テレビアニメ版の劇中音楽を担当した川井憲次により疾走感をもたせた編曲としタイナカの情感の強い歌唱と合わせ激しい曲調とした。翌年リリースされたアルバム『Dear...』では、次作「きらめく涙は星に」と共にメドレー形式のオーケストラアレンジ版として収録されている。初回プレス盤には『Fate/stay night』キャラクターカードが封入された。

## 収録曲
1. disillusion [4:04]
作詞：芳賀敬太 / 作曲：NUMBER201 / 編曲：川井憲次
  - テレビアニメ『Fate/stay night』前期オープニングテーマ
2. 忘れかけていたのかな [4:34]
作詞・作曲：タイナカサチ / 編曲：山川恵津子
3. disillusion -instrumental-
4. 忘れかけていたのかな -instrumental-

## 収録アルバム
| 曲名        | アルバム    | 発売日       | 備考                                                                           |
| ----------- | ----------- | ------------ | ------------------------------------------------------------------------------ |
| disillusion | 『Dear...』 | 2007年3月7日 | 「きらめく涙は星に」と共にメドレー形式のオーケストラアレンジで収録されている。 |

## disillusion -2010-
「disillusion -2010-」（ディスイリュージョン にせんじゅう）は、タイナカサチの12枚目のシングル。2010年1月22日にジェネオンエンタテインメントから発売された。

### 概要
元々「Voice」と同日リリース予定だったが、発売日が1月22日に延期となった。ジャケットはこのシングルのために描き下ろしたものである。

### 収録曲
1. disillusion -2010- [4:49]
作詞：芳賀敬太 / 作曲：NUMBER 201 / 編曲：宮崎歩
  - 『Fate/stay night TV reproduction』オープニングテーマ
2. 雲のかけら （タイナカサチ feat. 樹海） [4:57]
作詞：芳賀敬太 / 作曲：山元祐介 / 編曲：出羽良彰
  - DVD/BD『Fate/stay night TV reproduction』エンディングテーマ
3. disillusion -2010- -instrumental-
4. 雲のかけら -instrumental-